# انباشت (رسوب‌دهی) قوس کاتدی
رسوب‌دهی قوس کاتدی (Arc-PVD) یک روش انباشت بخار فیزیکی است که در آن از یک قوس الکتریکی برای تبخیر ماده از کاتد هدف استفاده می‌شود. سپس ماده تبخیرشده روی یک بستر متراکم شده و یک لایه نازک تشکیل می‌دهد. از این روش می‌توان برای رسوب‌گذاری لایه‌های فلز، سرامیک و کامپوزیت استفاده نمود.

## تاریخچه
استفاده صنعتی از فناوری مدرن انباشت قوس کاتدی حوالی ۱۹۶۰–۱۹۷۰ در اتحاد جماهیر شوروی آغاز شد. در اواخر دهه ۷۰، دولت شوروی استفاده از این فناوری را در غرب منتشر کرد. از میان طرح‌های بسیار آن زمان در اتحاد جماهیر شوروی، طرح سابلو و همکاران او مجاز به استفاده در خارج از اتحاد جماهیر شوروی بود.

## فرایند
فرایند تبخیر قوس با برخورد یک قوس جریان بالا و ولتاژ پایین به روی سطح یک کاتد (تحت عنوان هدف) شروع می‌شود که باعث ایجاد یک قسمت کوچک (معمولا حدود چند میکرومتر) با انرژی زیاد به عنوان نقطه کاتد می‌شود. دمای موضعی در نقطه کاتد بسیار بالا (حدود ۱۵۰۰۰ درجه سانتیگراد) است. دمای بالا منجر به انفجاری از کاتد بخار شده با سرعت بالا (۱۰ کیلومتر بر ثانیه) می‌شود. در نتیجه این پرتاب بر روی سطح کاتد، مواد بخار شده دهانه ای ایجاد می‌کند. نقطه کاتد فقط برای مدت زمان کوتاهی فعال است، پس از آن خود به خود خاموش می‌شود و دوباره در یک منطقه جدید نزدیک به دهانه قبلی مشتعل می‌گردد. این رفتار باعث ایجاد حرکت ظاهری قوس می‌شود.
از آنجایی که قوس در واقع جریان حامل رسانا است، می‌تواند تحت تأثیر اعمال میدان الکترومغناطیسی قرار گیرد. در عمل از این ویژگی برای حرکت سریع قوس بر روی تمام سطح هدف استفاده می‌شود، به طوری که کل سطح در طول زمان خورده شود.
قوس چگالی توان بسیار بالایی دارد که منجر به میزان زیادی از یونش (۳۰–۱۰۰٪)، یون‌های باردار متعدد، ذرات خنثی، خوشه‌ها و ذرات ماکرو (قطرات کوچک) می‌شود. اگر یک گاز واکنش پذیر در طی فرایند تبخیر وارد شود، تفکیک، یونش و حالت برانگیخته حین برهمکنش با شار یونی رخ می‌دهد و یک لایه ترکیبی رسوب ایجاد می‌کند.
از معایب فرایند تبخیر قوس این است که اگر نقطه کاتد برای مدت طولانی در نقطه تبخیر بماند، می‌تواند تعداد زیادی ماکروذرات یا قطرات را به بیرون بپاشد. این قطرات برای عملکرد روکش مضر هستند زیرا به خوبی نچسبیده‌اند و می‌توانند در سرتاسر پوشش گسترش یابند. در شرایطی بدتر اگر ماده کاتد هدف دارای نقطه ذوب پایینی مانند آلومینیوم باشد، نقطه کاتد می‌تواند از میان هدف تبخیر شود. در ادامه یا ماده صفحه پشتی هدف تبخیر می‌شود یا آب خنک‌کننده وارد چمبر می‌شود. پس، همان‌طور که قبلاً گفته شد میدان‌های مغناطیسی برای کنترل حرکت قوس به کار برده می‌شوند. اگر از کاتدهای استوانه ای استفاده شود، کاتدها نیز می‌توانند در طول انباشت چرخانده شوند. با پیشگیری از ثابت ماندن نقطه کاتد در یک موقعیت برای مدتی طولانی، امکان استفاده از اهداف آلومینیومی فراهم می‌شود و تعداد قطرات پرتاب شده را کاهش داد. همچنین برخی از شرکت‌ها از قوس‌های فیلتردار استفاده می‌کنند که با استفاده از میدان‌های مغناطیسی قطرات را از شار پوشش جدا می‌کنند.

## طراحی تجهیزات

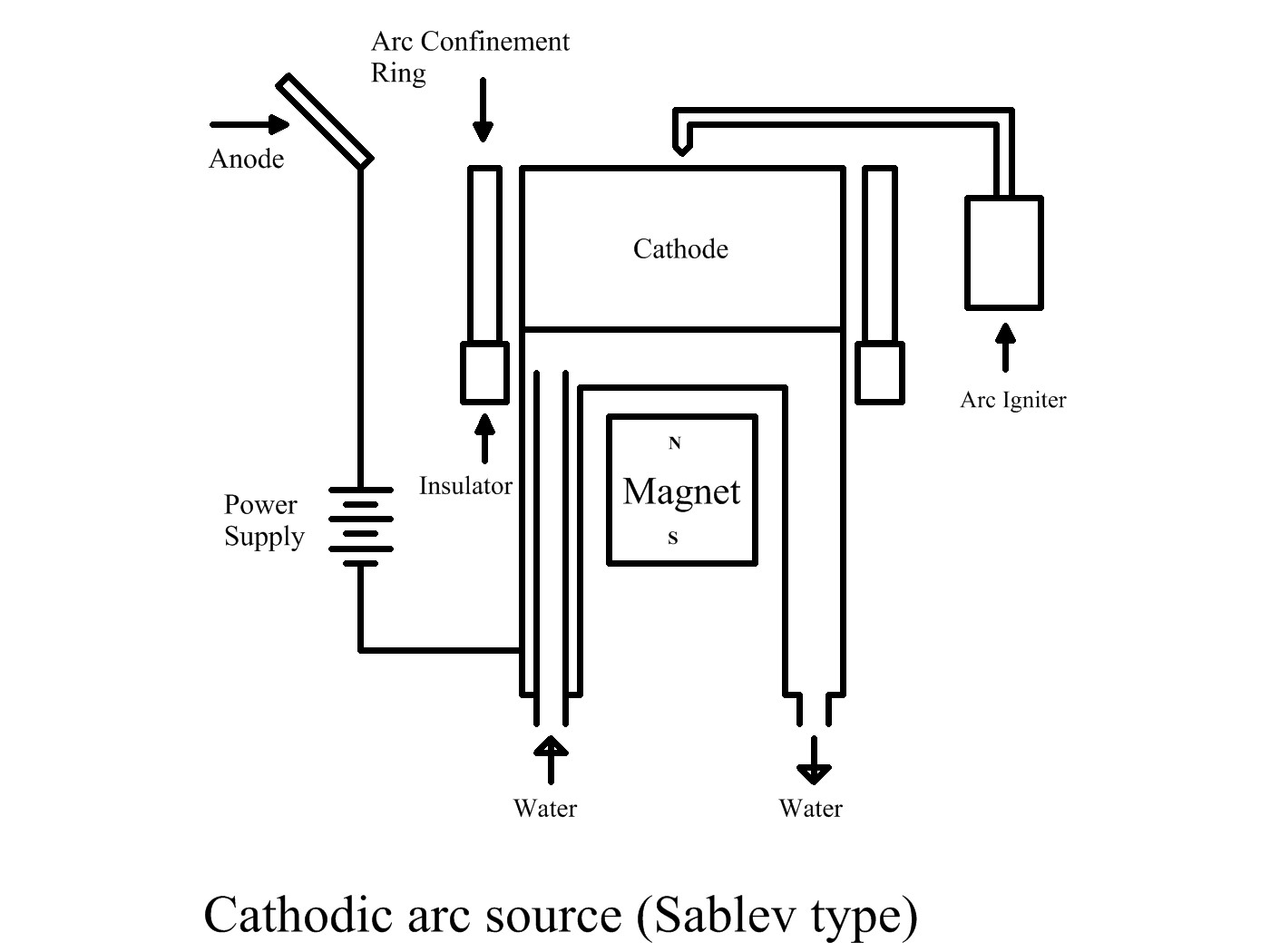
منبع قوس کاتدی نوع سابلو با آهنربا برای هدایت حرکت نقطه قوس

منبع قوس کاتدی نوع سابلو به‌طور گسترده در غرب مورد استفاده قرار می‌گیرند. این منبع از یک هدف استوانه ای کوتاه و رسانای الکتریکیسته در کاتد که یک انتهای آن باز است، ساخته شده است. کاتد هدف توسط یک حلقه فلزی معلق الکتریکی محصور شده است. این حلقه که به عنوان یک حلقه محصور کننده قوس (سپر Strel'nitskij) عمل می‌کند. برای بخش آند سیستم می‌توان دیوار محفظه خلاء یا آند گسسته را کار گذاشت. نقاط قوس توسط یک قلاب مکانیکی (یا جرقه زن) ایجاد می‌شوند و به انتهای باز هدف برخورد می‌کنند. در این هنگام یک اتصال کوتاه موقت میان کاتد و آند ایجاد می‌شود. پس از اینکه ایجاد نقاط قوس ایجاد شدند، می‌توان آنها را توسط یک میدان مغناطیسی هدایت کرد، یا در غیاب میدان مغناطیسی به‌طور تصادفی حرکت داد.

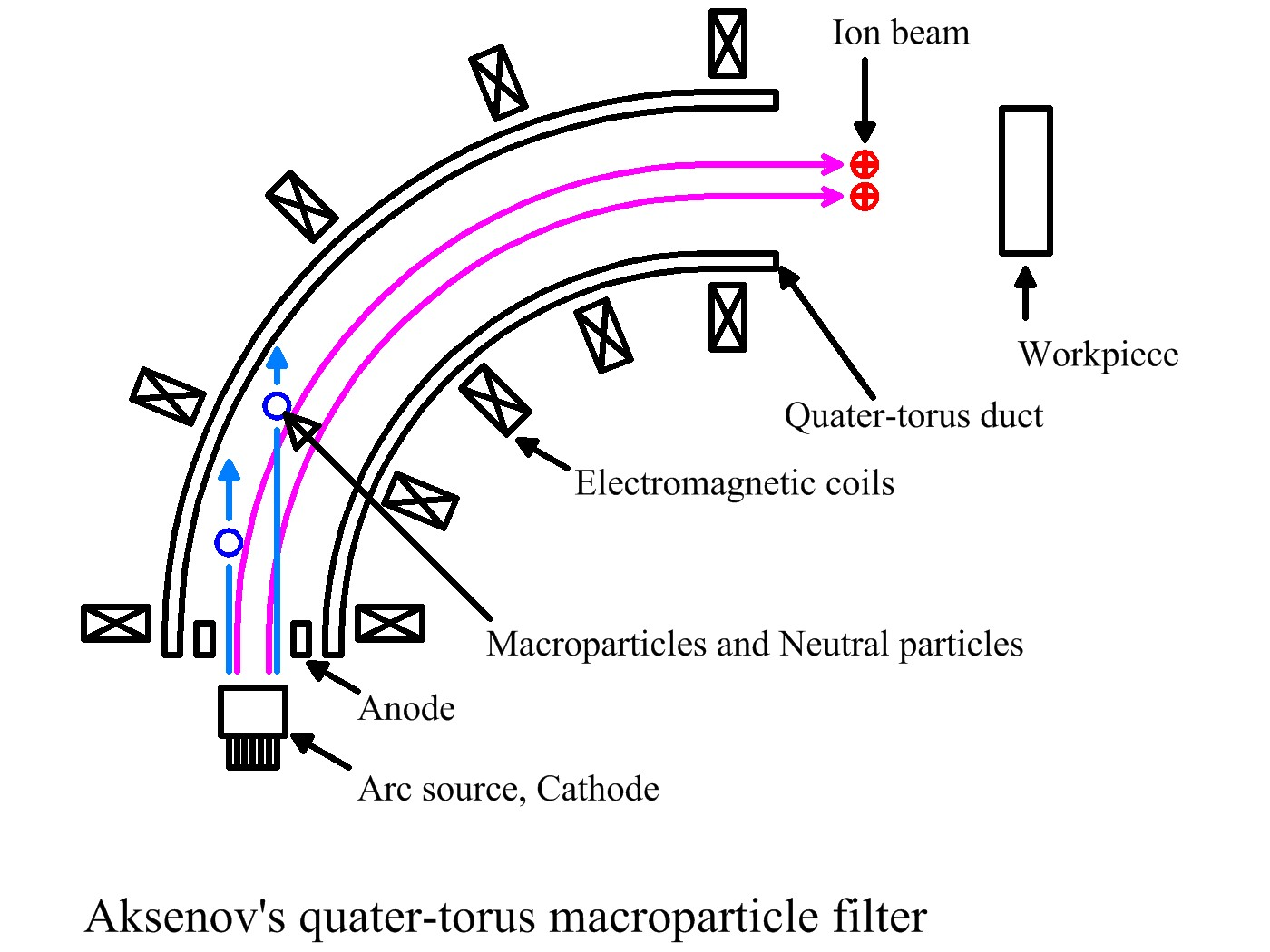
فیلتر ماکروذرات مجرای Aksenov Quarter-torus که با استفاده از اصول نوری پلاسما توسط موروزو توسعه یافته است.

پرتو پلاسما آمده از یک منبع قوس کاتدی حاوی تعدادی خوشه بزرگتر از اتم‌ها یا مولکول‌ها (به اصطلاح ماکروذرات) است که در صورت عدم استفاده از فیلتر باعث عیب در برخی کاربردها می‌شود. طرح‌های زیادی برای فیلترهای ماکروذرات وجود دارد و بیشترین طرح مورد مطالعه بر اساس کار Aksenov و همکارانش در دهه ۷۰ است. این طرح شامل یک مجرای ربع دایره است که ۹۰ درجه نسبت به منبع قوس خم شده است و پلاسما بر اساس اصول اپتیک پلاسما به خارج از مجرا هدایت می‌شود.
همین‌طور طرح‌های جالب دیگری وجود دارد، مانند طرحی که یک فیلتر مجرای مستقیم را داخل یک کاتد مخروطی کوتاه قرار می‌گیرد است. این طرح توسط کارپو (D. A. Karpov) در دهه ۱۹۹۰ گزارش شده است. این طرح برای پوشش‌های لایه سخت نازک میان محققین روسیه و کشورهای اتحاد جماهیر شوروی سابق تا کنون بسیار محبوب شده است. منابع قوس کاتدی را می‌توان به شکل لوله ای بلند (قوس ممتد) یا لوله مستطیل شکل بلند ساخت، اما هر دو این طرح‌ها کمتر محبوب هستند.

## کاربردها

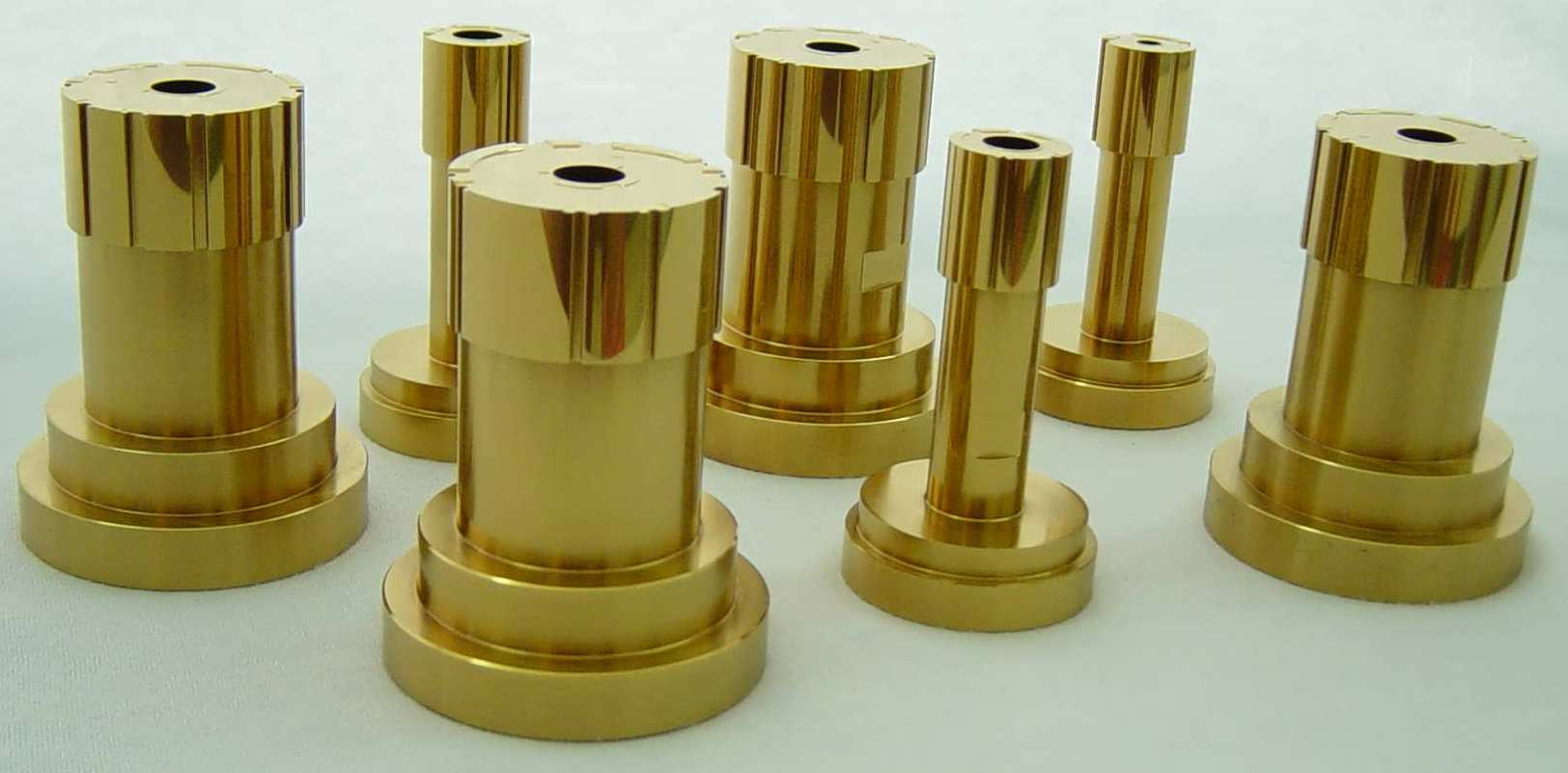
پانچ‌های پوشش داده شده با تیتانیوم نیترید (TiN) با استفاده از روش انباشت قوس کاتدی

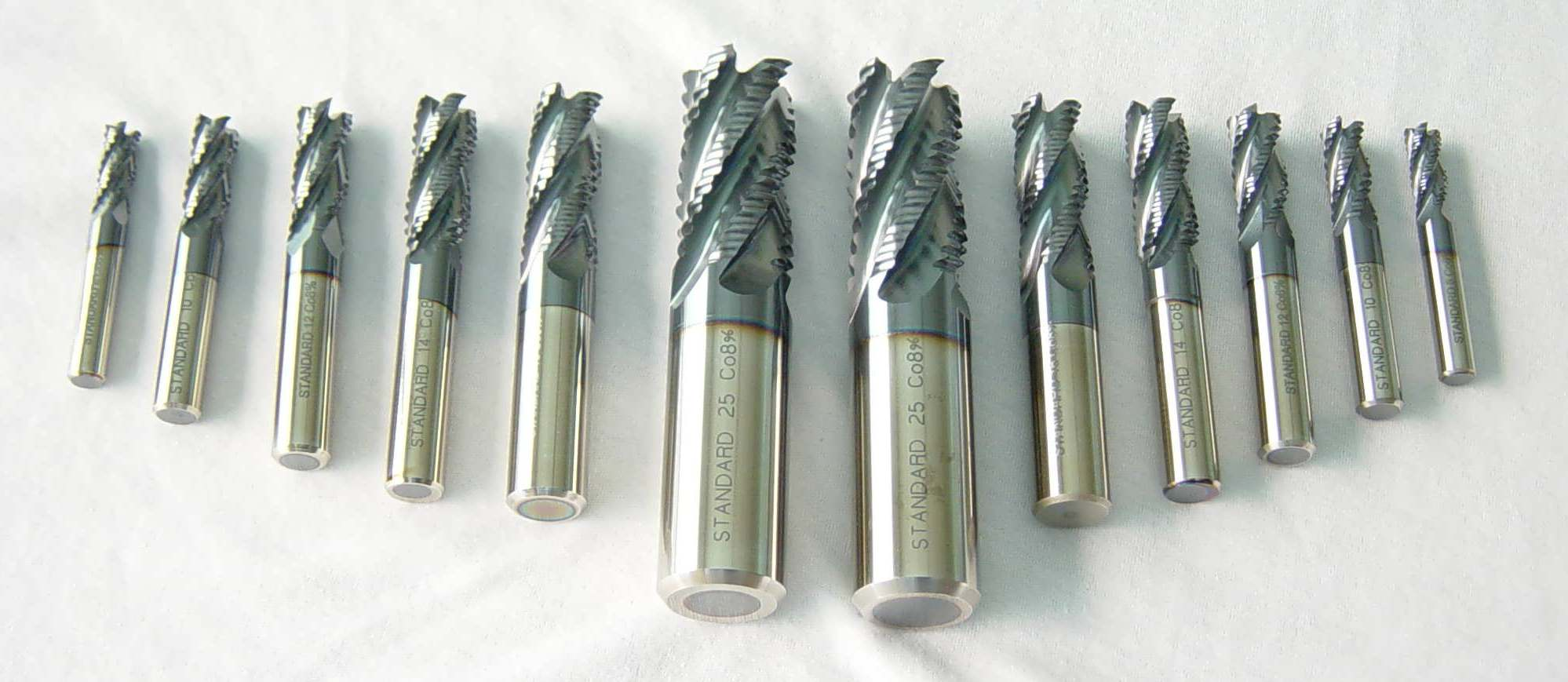
تیغه انگشتی‌های پوشش داده با شده با آلومینیوم تیتانیوم نیترید (AlTiN) با استفاده از روش انباشت قوس کاتدی

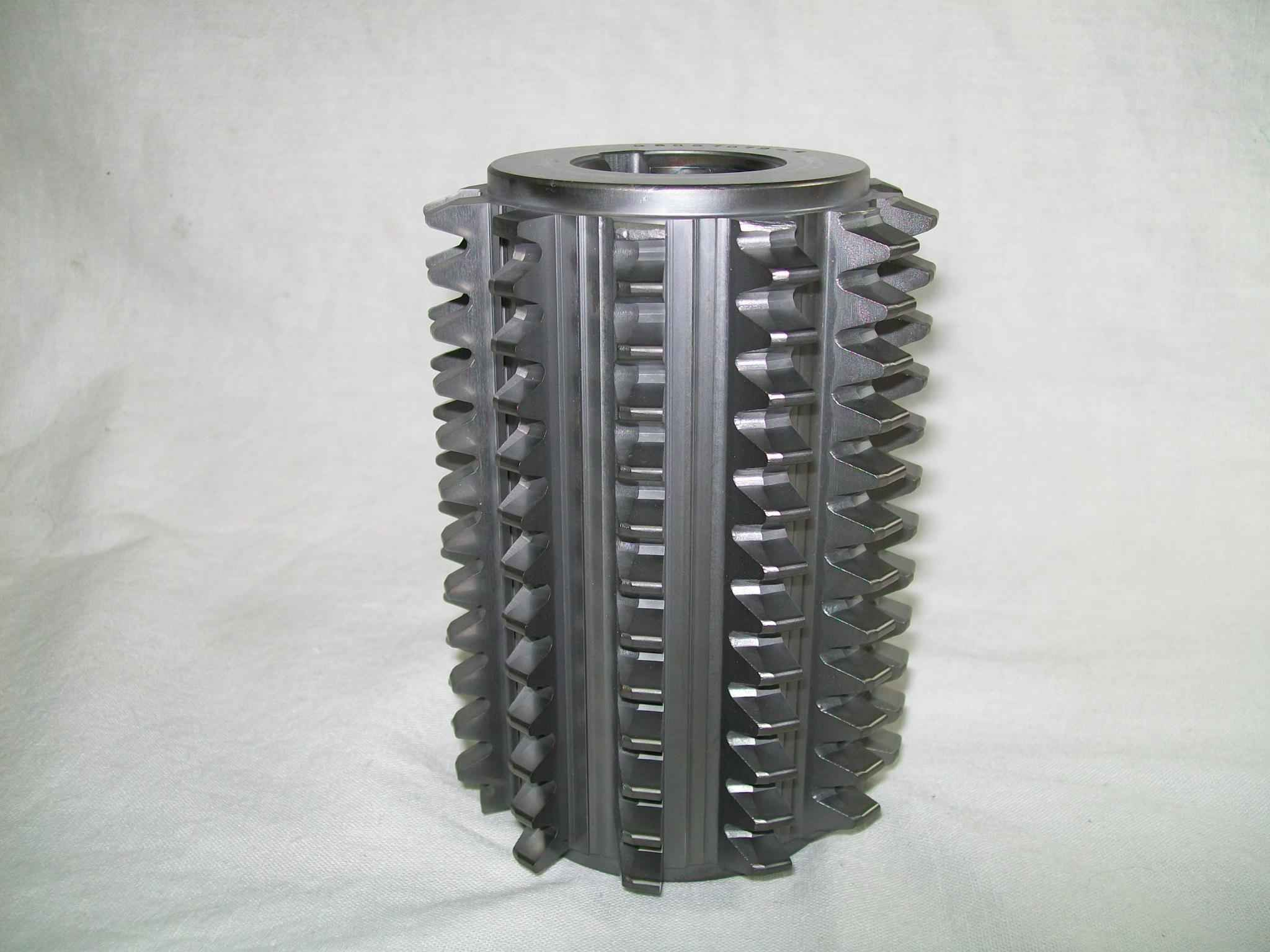
برش دهنده چرخ دنده روکش شده با آلومینیوم کروم تیتانیوم نیترید (AlCrTiN) با استفاده از روش رسوب گذاری قوس کاتدی

رسوب گذاری قوس کاتدی به‌طور فعال برای قرار دادن لایه‌های بسیار سخت برای محافظت از سطح ابزارهای برش و افزایش عمر آنها به میزان قابل توجهی استفاده می‌شود. طیف گسترده‌ای از لایه‌های سخت نازک مانند پوشش‌های فوق سخت و پوشش‌های نانوکامپوزیت از جمله مواد TiN، TiAlN، CrN، ZrN , AlCrTiN و TiAlSiN را می‌توان با این فناوری ایجاد کرد.
همچنین این فرایند به‌طور وسیع و ویژه برای رسوب یون کربن برای ایجاد لایه‌های کربن شبه الماس استفاده می‌شود. از آنجایی که یون‌ها به صورت بالستیک از سطح منفجر می‌شوند، معمولاً نه تنها اتم‌های تکین، بلکه خوشه‌های بزرگ‌تری از اتم‌ها هم پرتاب می‌شوند؛ بنابراین، این نوع سیستم به یک فیلتر برای حذف خوشه‌های اتمی از پرتو قبل از رسوب گذاری نیاز دارد. لایه DLC از یک قوس فیلتردار درصد بسیار بالایی از الماس sp 3 را داراست. که با عنوان کربن آمورف چهار وجهی یا ta-C شناخته می‌شود.
قوس کاتدی فیلتردار می‌تواند به عنوان منبع یون/پلاسما فلزی برای کاشت یون و کاشت پلاسما و یون و رسوب گذاری (PIII&D) استفاده شود.